# روبرتو بتاتا
روبرتو بتاتا (بالبرتغالية: Roberto Batata‏) هو لاعب كرة قدم برازيلي في مركز الهجوم، ولد في 24 يوليو 1949 في بيلو هوريزونتي في البرازيل، وتوفي بنفس المكان في 13 مايو 1976 بسبب حادث مرور. شارك مع منتخب البرازيل لكرة القدم. أما مع النوادي، فقد لعب مع نادي كروزيرو.

## وصلات خارجية
- روبرتو بتاتا على موقع ناشيونال فوتبول تيمز (الإنجليزية)
- روبرتو بتاتا على موقع عالم كرة القدم.نت (الإنجليزية)